# Christian Olavius Zeuthen

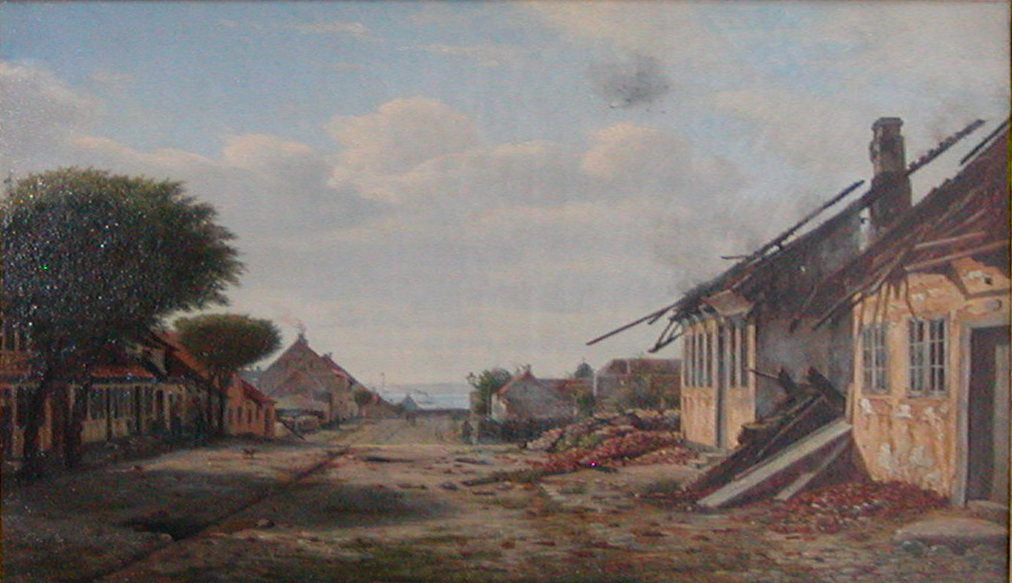
Fredericia under belägringen 1850.

Christian Olavius Zeuthen, född 10 september 1812 i Kastrup, Danmark, död 23 juni 1890 på Frederiksberg, Köpenhamn, var en dansk målare, tecknare och grafiker.
Han var son till skogvaktaren Peter Laurentius Zeuthen och Caroline Marie Roed. Hon kom efter sin konfirmation i lära och tänkte först utbilda sig till byggnadssnickare men efter något år bestämde han sig för att utbilda sig till arkitekt och blev elev till Gustav Friedrich Hetsch vid Det Kongelige Danske Kunstakademi i Köpenhamn under 1820- och 1830-talet, under studietiden ändrade han åter inriktning till att bli konstnär. Han specialiserade sig efter studierna på att måla arkitekturbilder och interiörbilder från kyrkor. Han debuterade med en separatutställning 1837 och fick då sålt målningen Esrom Kloster¨för 20 Rigsdaler till Kunstforeningen Gl. Strand och han medverkade därefter regelbundet i samlingsutställningar på Charlottenborg i Köpenhamn 1834–1884. Under 1840-talet besökte han Lund och utförde där ett flertal målningar från Lunds domkyrka. Några av hans målningar återutgavs i Jens Jacob Asmussen Worsaaes bok Blekingske Mindesmærker fraq Hedenold som utgavs 1846, originalen framställdes under en antikvarisk resa som författaren och Zeuthen genomförde i Blekinge 1844. Han har även arbetat som konservator och har restaurerat tidigare överkalkade målningar i Roskilde och Århus Domkirker samt Skibby Kirke. Förutom interiör- och arkitekturbilder utförde han även några landskapsmålningar. Zeuthen är representerad på Kunstmuseet i Köpenhamn.